# 163119 Timmckay
163119 Timmckay è un asteroide della fascia principale. Scoperto nel 2002, presenta un'orbita caratterizzata da un semiasse maggiore pari a 2,2763787 UA e da un'eccentricità di 0,0831628, inclinata di 2,84604° rispetto all'eclittica.